# Embryo (Shreeve)
Embryo is het debuutalbum van Mark Shreeve op zijn zoektocht door het genre elektronische muziek. De sfeer van dit album is gelijk aan de albums uit het begin van de carrières van Klaus Schulze (Body Love) en Tangerine Dream (Phaedra), hier en daar doorspekt met muziek à la Jean Michel Jarre. Het album werd eerst uitgegeven als muziekcassette op het zeer kleine platenlabel Mirage; later volgde een compact discversie op een nog kleiner label. Beide zijn anno 2011 nauwelijks te koop. Van zijn volgend album ontbreekt in 2011 elk spoor.

## Musici
- Mark Shreeve – synthesizers

## Muziek
| Nr. | Titel      | Duur  |
| --- | ---------- | ----- |
| 1.  | The keeper | 27:14 |
| 2.  | Alive      | 2:54  |

| Nr. | Titel     | Duur  |
| --- | --------- | ----- |
| 1.  | Embryo    | 21:18 |
| 2.  | Iceflakes | 7:46  |